# Pawel Anatoljewitsch Popow

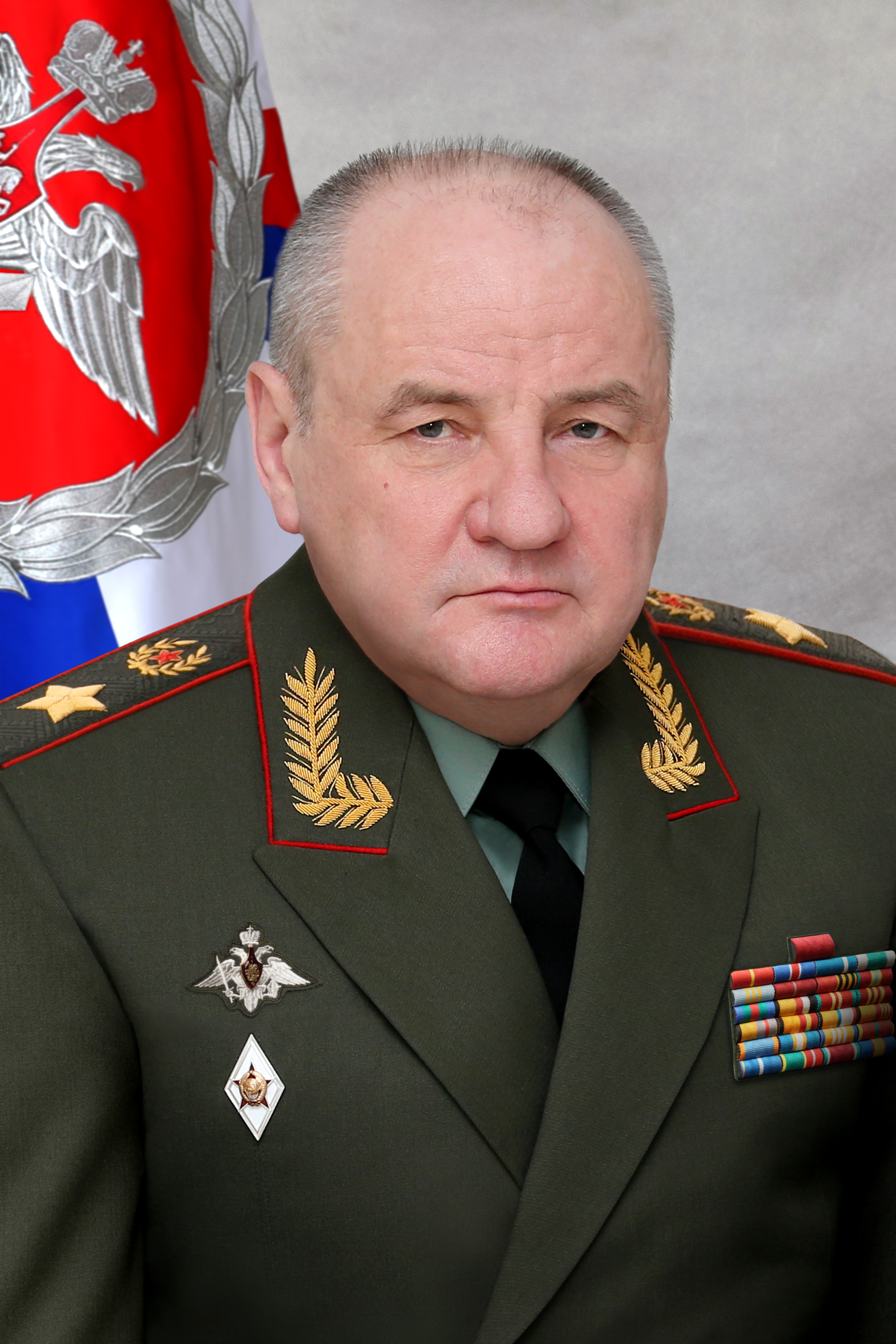
Pawel Popow (2015)

Pawel Anatoljewitsch Popow (russisch Павел Анатольевич Попов; * 1. Januar 1957 in Krasnojarsk) ist ein ehemaliger russischer General und Politiker.

## Leben
Popow studierte an der Allgemeinen Militärakademie der Russischen Streitkräfte in Moskau. Nach seinem Abschluss an der Militärakademie im Jahr 1990 diente Popow als Stabschef – von 1990 bis 1993 als stellvertretender Kommandeur des Zivilschutzregiments des zentralasiatischen Militärbezirks, von 1993 bis 1996 als Kommandeur des 493. separaten mechanisierten Zivilschutzregiments und war der erste stellvertretende Leiter des Ostsibirischen Regionalzentrums des EMERCOM von Russland.
1996 wurde Popow zum Leiter des ostsibirischen Regionalzentrums des EMERCOM und 1999 zum Leiter des sibirischen Regionalzentrums des EMERCOM ernannt. Am 12. Juni 2004 wurde Popow durch Dekret Nr. 751 des Präsidenten Russlands der militärische Rang eines Generalobersten des russischen Heeres verliehen. 2004 wurde er zum Leiter der Zivilschutzakademie des russischen Katastrophenschutzministeriums ernannt. Er hatte diese Position bis 2008 inne. Von 2008 bis 2013 war Popow stellvertretender Minister für Notsituationen.
Vom 7. November 2013 bis zum 17. Juni 2024 war Popow unter Präsident Wladimir Putin Stellvertretender Verteidigungsminister Russlands. Am 11. November 2015 wurde er zum Armeegeneral befördert. Seit Oktober 2020 ist Popow auf einer Sanktionsliste der EU im Zusammenhang mit der Vergiftung des russischen Oppositionspolitikers Alexei Nawalny und seit März 2021 ebenso auf einer Sanktionsliste der USA.
Am 17. Juni 2024 wurde er von seinem Amt als stellvertretender Verteidigungsminister der Russischen Föderation (gleichzeitig mit Staatssekretär Nikolai Pankow, dem Ersten Stellvertretenden Verteidigungsminister Ruslan Zalikow sowie der stellvertretenden Verteidigungsministerin Tatjana Schewzowa) entbunden und aus der Armee entlassen.

## Auszeichnungen (Auswahl)
- Orden für Militärische Verdienste
- Orden der Ehre
- Orden „Für den Dienst am Vaterland in den Streitkräften der UdSSR“
- Ordensmedaille „Für Verdienste um das Vaterland“